# Phytosciara
Phytosciara is een muggengeslacht uit de familie van de rouwmuggen (Sciaridae).

## Soorten
- P. bistriata (Strobl, 1880)
- P. flavipes (Meigen, 1804)
- P. furtiva (Vilkamaa & Hippa, 1996)
- P. halterata (Lengersdorf, 1926)
- P. macrotricha (Lengersdorf, 1926)
- P. nigrovittata (Strobl, 1910)
- P. oldenbergi Mohrig & Menzel, 1994
- P. orcina Tuomikoski, 1960
- P. ornata (Winnertz, 1867)
- P. plusiochaeta (Hippa & Vilkamaa, 1991)
- P. porrecta (Lengersdorf, 1929)
- P. producta Tuomikoski, 1960
- P. prosciaroides (Tuomikoski, 1960)
- P. quadriangulata Mohrig & Krivosheina, 1985
- P. saetosa (Lengersdorf, 1929)
- P. subflavipes Mohrig & Menzel, 1994
- P. ungulata (Winnertz, 1867)